# Duncan, Iowa
Duncan är en ort i Hancock County i delstaten Iowa, USA.